# Trouble Walkin'
Trouble Walkin es el cuarto álbum de Ace Frehley en solitario, editado en 1989 por Megaforce.
El disco fue lanzado como Ace Frehley a secas, ya disuelta su banda Frehley's Comet, con quienes había grabado sus dos álbumes previos, Second Sighting y Frehley's Comet.
Trouble Walkin contó con varios invitados especiales, como el excompañero de Frehley en Kiss, Peter Criss, o Sebastian Bach, Dave Sabo y Rachel Bolan, miembros del grupo Skid Row.
Frehley recién produciría un nuevo disco solista 20 años más tarde, con Anomaly de 2009.

## Lista de canciones
1. "Shot Full of Rock" (Ace Frehley, Richie Scarlet)
2. "Do Ya" (Jeff Lynne)
3. "Five Card Stud" (Frehley, Marc Ferrari)
4. "Hide Your Heart" (Paul Stanley, Desmond Child, Holly Knight)
5. "Lost in Limbo" (Frehley, Scarlet)
6. "Trouble Walkin'" (Bill Wray, Phil Brown)
7. "2 Young 2 Die" (Frehley, Scarlet)
8. "Back to School" (Frehley, John Regan)
9. "Remember Me" (Frehley, Carter Cathcart)
10. "Fractured III" (Frehley, Regan)

## Personal
- Ace Frehley - guitarra, voz
- Richie Scarlet - guitarra, voz
- John Regan - bajo, sintetizadores
- Sandy Slavin - percusión
- Anton Fig - percusión
- Peter Criss - percusión
- Rachel Bolan - voces
- Peppi Castro - voces
- Al Fritsch - voces
- Sebastian Bach - voces
- Dave Sabo - voces
- Pat Sommers - voces